# Статистички региони Северне Македоније
Северна Македонија подељена је на 8 региона, које постоје искључиво због законских и статистичких разлога. Региони су:
| Регион               | Број становника |
| -------------------- | --------------- |
| Источни регион       | 203.213         |
| Североисточни регион | 173.814         |
| Пелагонијски регион  | 221.019         |
| Полошки регион       | 304.125         |
| Скопски регион       | 571.040         |
| Југоисточни регион   | 171.416         |
| Југозападни регион   | 221.651         |
| Вардарски регион     | 133.248         |

Региони се даље деле на општине. По издвајању из Југославије Северна Македонија се састојала од 34 општине, да би се 1996. године њихов број повећао на 123. Новим системом из августа 2004. године број општина је смањен на 85.